# Terra Mariae
Terra Mariae eller Terra Mariana (latin, oversat: Jomfru Marias Land, estisk: Maarjamaa) var betegnelsen for den nordlige del af det baltiske område (Estland og Letland) nærmere bestemt for det "middelalderlige Livland" eller "Gamle Livland"  (tysk: Alt-Livland, estisk: Vana-Liivimaa, lettisk: Livonija, engelsk: Old Livonia) og betegner området i tiden fra de baltiske korstog til den livlandske krig.
Betegnelsen Terra Mariae blev skabt 1201 af biskop Albert i Riga og fik officielt indhold den 2. februar 1207  som forvaltningsområde under det Hellige Romerske Rige og af pave Innocens 3. i 1215 erklæret som værende underlagt Den Hellige Stol (Latin: Sancta Sedes, Sedes apostolica, populært: pavestolen) .
Terra Mariae udgjorde aldrig nogen samlet enhed. Som følge af de nærmest uoverskuelige forhold skabt i den foregående tid, blev området af den pavelige legat William af Modena i 1234 opdelt i 6 feudale enheder:
1. Riga ærkebispedømme,
2. Kurland bispedømme,
3. Øsel-Wiek bispedømme,
4. Tartu bispedømme,
5. Områder under Sværdbroderordenen (senere Den Liviske Orden) samt
6. områder direkte underlagt (Dominum directum) den danske konge som Hertugdømmet Estland[7][8].

Denne opdeling skulle sætte sit præg på områdets administrative forhold og historie. De ulige feudale herrer lå ofte i krig indbyrdes, forsøgte at overtage (læs: erobre) hinandens områder og omvendt at beskære hinandens indflydelse. Man kan i hovedtræk skelne mellem følgende udviklingsfaser:
1. 1207-1227: landet besættes og kristnes samt inddeles i områder,
2. 1227-1237: Sværdbrødreordenen besatte den danske konges besiddelser Harrien, Jerwia og Virland,
3. 1238-1346: Efter Sværdbrødreordenens nederlag i Slaget ved Saule 1236 blev ordenen af nød tvunget til 1237 at slutte sig sammen med den Tyske Orden og danne en livlandsk underafdeling af denne, Den Liviske Orden. Som et led i betingelserne for sammenslutningen blev Harrien og Virland tilbagegivet til den danske konge ved Stensby-aftalen 1238,
4. 1346-1558: Under Folkeopstanden Sankt Jørgens Nat (23. april 1343) rykkede hærenheder fra Den Liviske Orden ind på den danske konges besiddelser. 1346 overdrog Valdemar Atterdag sine besiddelser i Estland til ordenen mod en erstatning, og det nordlige Estland hørte herefter under denne; dog hørte det i 1240 oprettede Reval bispedømme i kirkelig henseende fortsat under Lund ærkebispesæde – ikke under Riga ærkebispesæde. I den følgende periode opstod gentagne gange stridigheder mellem henholdsvis ærkebispen i Riga, stæderne Riga og Reval samt Den Liviske Orden, desuden en voksende modsætning med Hanseforbundet og internt mellem den Tyske Orden og underafdelingen Den Liviske Orden. Derved opnåede især vasallerne, der forestod den praktiske landeforvaltning, større magt. Ved Slaget ved Grunwald i 1410 led den Tyske Orden et nederlag, som stillede Den Liviske Orden friere. Efter Den Liviske Ordens nederlag i Slaget ved Swienta (Pabaiskas) den 1. september 1435 svækkedes ordenen imidlertid, hvilket førte til aftalen om Det Liviske Forbund den 4. december 1435, underskrevet af Den Liviske Orden, Riga stad, Riga ærkebispesæde og vasaller om deres indbyrdes forhold.[9]
5. 1558-1561: Under Den Liviske Krig, der udbrød 1558, ophører Terra Mariae i 1561 at eksistere.[1] De nordlige dele lagdes under svensk herredømme og omdannedes til et svensk hertugdømme i Estland, de sydlige dele lagdes under Storfyrstendømmet Litauen (og derved den polsk-litauiske realunion) som Hertugdømmet Livland henholdsvis Hertugdømmet Kurland og Semgallen. Øen Saaremaa overtoges af Danmark og overdroges i første omgang Magnus af Øsel.

## Baggrund
Den særegne ordning af forvaltningen af den baltiske missionsmark må ses på baggrund af det forudgående missionsvirke. I slutningen af 1100-tallet var den østlige kyst ved Østersøen en hedensk enklave i det kristnede Europa. I 1199 blev Albert, domherre i Bremen, udpeget til biskop for Livland og fik til opgave at redde den på stedet af Bremen-kirken oprettede, men udsatte mission. Albert samlede derfor en missionshær, fik tilslutning til sit forehavende fra dels Knud Valdemarsøn og Absalon i Danmark, dels den tyske kong Filip af Schwaben og drog til Livland, hvor han ankom i 1200, vandt over hedningene, grundlagde Riga som bispesæde i 1201 og "Kristi Ridderskabs Orden" (Sværdbroderordenen) i 1202, hvilken fik pave Innocens 3.s stadfæstelse 1204. I de følgende år fik han samlet skarer af pilgrimme til at befolke den nye missionsmark, 1206 var alle liver blevet døbte, 1208 også letterne. Og i 1207 fik han Livland som len af den tyske kejser, hvorved han blev tysk rigsfyrste, men på betingelse af, at han skulle afstå en tredjedel af landet til Sværdbroderordenen, hvilket skulle blive en kilde til modsætninger mellem Albert og Ordenen.
I 1208 indledtes korstogene mod esterne. Albert henvendte sig til Danmark, hvor ærkebisp Anders Sunesen blev pavelig missionslegat i 1212 og fik herfra og fra grev Albert af Orlamünde fik Albert støtte til et korstog i 1217. Den danske konge, Valdemar Sejr, havde dog krævet som deltagelsesbetingelse, at han skulle have herredømmet over Estland, hvis dette land blev erobret. I 1219 opnåede Valdemar Sejr og Anders Sunesen sejren over esterne og oprettede i Harrien, Jerwen og Virland Hertugdømmet Estland og Reval bispesæde, der blev underlagt Lund ærkebispesæde. Selv gennemførte Albert samtidig erobringen af Semgallen og oprettede her et nyt bispedømme. Udviklingen medførte en strid om herredømmet over Estland, der endte med, at Albert i 1221 anerkendte Valdemar Sejrs overherredømme over Estland og Livland, dog gav Valdemar Sejr atter afkald på Livland, mens Albert måtte give afkald på Estland. Som følge af begivenhederne i Danmark (Valdemar Sejrs tilfangetagelse på Lyø 1223) og den derved svækkede danske stilling, kunne Sværdbroderordenen 1227 besætte de danske besiddelser i Estland (og fik 1228 af den romerske kong Henrik 7. ret til evig besiddelse af Reval, Harrien, Jerwen og Virland som umiddelbart len af riget), og Albert havde held til at indsætte sin broder som biskop i Reval. Albert erobrede tillige øen Øsel (Saaremaa) og grundlagde et bispedømme her 1227. I takt med, at der blev oprettet nye bispedømmer i Dorpat (Tartu), på Øsel og i Kurland og Semgallen, blev landområderne i de nye stifter delt efter tilsvarende princip som for Rigas vedkommende med en del underlagt den stedlige biskop, en del underlagt Sværdbroderordenen. 1226 fik Ordenen af kejseren bekræftelse på de landområder, som biskopperne havde overdraget dem. Da Albert døde i 1229, havde han herredømmet fra Den Finske Bugt i nord til Litauen i syd.
I 1232 bekræftede kejser Frederik 2. alle Sværdbroderordenens daværende besiddelser, dog uden derved at ophæve biskoppernes lenshøjhed. 1231 havde ordensmesteren Volquin som følge af de farer, der truede Sværdbroderordenens overherredømme i Østersøprovinserne, forsøgt at opnå en forening med den Tyske Orden, som 1228 havde fået fodfæste i Preussen, men forhandlingerne trak ud dels på grund af betænkeligheder hos den Tyske Ordens højmester Hermann von Salza, dels på grund af Valdemar Sejrs modstand. Da Sværdridderordenen 1236 led nederlag til liverne i slaget ved Saule, måtte Sværdbroderordenen gøre afslag på sine krav for at få en forening i stand og derved overleve. Den 12. maj 1237 optoges Sværdbroderordenen som gren af den Tyske Orden ved aftalen i Viterbo. Ordenen skulle anerkende biskoppernes lenshøjhed og tilbagegive Harrien, Jerwen og Virland til den danske konge; dog nøjedes Valdemar Sejr med tilbagegivelsen af Harrien og Virland, hvilket bekræftedes ved Stensby-aftalen 1238.

## Administrativ ordning
Den ordning, som pavens legat Vilhelm af Modena grundlagde under sin formidlingsvirksomhed, indebar en skelnen mellem kirkelig myndighed og verdslig myndighed.
Den kirkelige ordning bestod i at pavens formelle overhøjhed over Terra Mariae administreredes gennem to ærkebispedømmer:
- det nordlige Estland (Reval bispedømme) skulle høre under Lund ærkebispesæde,
- det sydlige Estland og Livland skulle høre under Riga ærkebispesæde og være underopdelt i:

1. områder direkte under ærkebispesædet,
2. Dorpat bispedømme,
3. Øsel-Wiek bispedømme,
4. Kurland bispedømme.

Den verdslige ordning bestod i følgende fordeling:
- Hertugdømmet Estland (Harrien og Virland) skulle høre under den danske konge,
- Større samlede landområder skulle høre direkte under:

1. Riga ærkebispesæde (fordelt på 3 områder),
2. Dorpat bispedømme,
3. Øsel-Wiek bispedømme,
4. Kurland bispedømme,

- Sværdbroderordenen (efter sammenlægningen med den Tyske Orden betegnet Den Liviske Orden) skulle besidde områder, der i kirkelig henseende hørte under enten Reval bispedømme (landskabet Jerwen), ærkebispesædet eller de øvrige bispesæder. Disse områder blev for bispedømmernes vedkommende forvaltet af stiftsfogeder, for Den Liviske Ordens områders vedkommende dels af komturer (i alt 18), dels af fogeder (i alt 15).

## Befolkningsforhold
De administrative opdelinger afspejlede ikke befolkningens etniske forhold, idet Hertugdømmet Estland, Dorpat bispedømme og Øsel-Wiek bispedømme dog havde en altovervejende estisk befolkning, Kurland bispedømme en overvejende lettisk befolkning, mens ærkebispedømmet havde en blandet livisk og lettisk befolkning, Den Liviske Ordens områder en blandet estisk, livisk og lettisk befolkning. Den estiske befolkning levede i den nordlige del af Terra Mariae, den liviske befolkning ved Rigabugten, den lettiske befolkning (latgaler, semgaler) i Kurland og omkring Daugavas mellemste løb. I løbet af middelalderen skete tilflytning dels af tyskere, dels af svenskere (på øerne og til kystområderne).
Den altovervejende del af befolkningen boede på landet og tilhørte bondestanden; med tiden opstod der en række stæder (hvoraf kun Riga, Reval og Dorpat nåede nogen anselig størrelse) og handelspladser og dermed en talmæssigt yderst beskeden stadsbefolkning eller borgerstand. Øverst fandtes en fåtallig gejstlig stand og adelig stand.
Den samlede befolkning i det estisk-sprogede område voksede fra skønsmæssigt 100-150.000 indbyggere i det 13. århundrede til skønsmæssigt 250-280.000 indbyggere i begyndelsen af 1500-tallet.

## Bebyggelsesforhold
Landbefolkningen boede overvejende i landsbyer. I løbet af det 13. århundrede oprettedes en række kystbebyggelser, lige som en række tidligere svagt befolkede områder fik flere nye bebyggelser.
Med tiden udvikledes et antal større og mindre Hansestæder. Omkring 1230 bosætter henved 200 tyske købmænd sig i Reval (Tallinn) og borgere i byen nævnes første gang.
For landets forvaltning oprettedes borge for fogeder m.m.
Der oprettedes et mindre antal (befæstede) klostre.

## Historie
Terra Mariae var under hele sin eksistens hærget af stridigheder, mellem paven og den tysk-romerske kejser, mellem dels
Sværdridderordenen og ærkebispen i Riga på den ene side, den danske konge på den anden, indbyrdes mellem Sværdridderordenen (derefter Den Liviske Orden) og ærkebispen i Riga, dels den Tyske Orden og Den Liviske Orden indbyrdes,
dels Den Liviske Orden/den danske konge og fyrstendømmerne Novgorod henholdsvis Pihkva (senere Storfyrstendømmet Moskva),
dels mellem de ulige herskere og den hjemlige befolkning, dels mellem den Tyske Orden og Den Liviske Orden og skiftende litauiske fyrster. Ind imellem var der hungersnød og pestepidemier.
- 1228 – Gottfried udnævnes som den første biskop i Øsel-Wiek bispedømme.
- 1230–1233 – pavens legat Alna Balduin virke i Livland. Han kræver i pavens navn magten over det nordlige og vestlige Estland men mistede denne som følge af Sværdbroderordenens modstand.
- 1233 – Ved Tallinn foregår et stort slag mellem pavens vasaller og Sværdbroderordenen, som sidstnævnte vandt og derefter atter greb magten i det nordlige Estland.
- 1234 – Pavens legat i Livland atter Wilhelm af Modena (tillige legat 1225–1227). I marts foretager fyrsten i Novgorod Jaroslav (Suzdal) et angreb med en større hær i omegnen af Tartu, afbrænder Kärkna kloster og strides med Sværdbroderordenens hær ved Emajõgi.
- 1236 – Sværdbroderordenen lider et smædeligt nederlag i Slaget ved Saule (estisk: Saule lahing) til litauerne og må indordne sig i den Tyske Orden. Øsel (Saaremaa) frigører sig fra Ordenens og biskoppens kontrol.
- 1237 – Oprettes Den Liviske Orden (estisk: Liivi ordu) som en gren af den Tyske Orden.
- 1238 – Stensby-aftalen: Danmark tilbagegives det nordlig Estland, dog forbliver Jerwen (estisk: Järvamaa) under Ordenens kontrol, men på den betingelse at Ordenen ikke må opføre fæstninger uden dansk tilladelse.
- 1240–1241 – Den Liviske Ordens og danske hærstyrker erobrer Pihkva og dele af Ingermanland (estisk: Vadjamaa). I Pihkva indsættes to ordensfogder, i Vadjamaa opføres fæstningen Koporje. Saaremaa bringes atter under kontrol af Ordenen og biskoppen.
- 1241 – færdiggøres Kong Valdemars Jordebog, der blandt andet indeholder en liste over kongens besiddelser i det nordlige Estland.
- 1241–1242 – Fyrsten i Novgorod Aleksander Nevski erobrer den tyske fæstning Koporje, nedbryder denne og lader de tilfangetagne voter (estisk: vadjalased) og estere hænge. Ligeledes erobrer han Pihkva og Irboska.
- 1242 – Slaget på isen mellem tyskere og novgorodianere på Peipsi-søen den 5. april. Efter novgorodianernes sejr opnås en fred, hvorved grænserne fra før 1240 anerkendes.
- 1248 – Den danske kong Erik Plovpenning giver Tallinn Lübecks stadsret. Allerede samme år havde Tallinn et byråd.
- 1248-1250 – Borgmesteren i Tallinn Stigot Agison skriver sammen med rådherrerne og borgerne til Lübeck og beder om hjælp til de, der har lidt under novgorodianernes voldshandlinger. Samtidig foretager danskerne fornyede angreb på Vadjamaa.
- 1253 – Oprettes Riga ærkebispedømme, den første ærkebisp bliver Albert Suerbeer. Novgorodianere og karelere angriber Alutaguse.
- 1255 – Fornyet aftale mellem Ordenen og beboerne på Saaremaa, hvorfor mellem 1241 og 1255 må disse på ny have gjort sig fri af fremmedherredømmet. Novgorodianerne foretager angreb over Narva-floden til de danske besiddelser.
- 1259 – Ridderskabet Harju-Viru nævnes første gang.
- 1260 – Den Tyske Orden lider i Slaget ved Durbė nederlag til žemaider og andre baltiske stammer. Saaremaa gør sig endnu en gang fri af det kristne overherredømme.
- 1261 – Den Liviske Orden lider på ny nederlag ved Väina-floden til litauerne, men Saaremaa kommer endnu en gang under kontrol af Ordenen og biskoppen.
- 1261–1262 – Den litauiske storfyrste Mindaugas trænger ind i Livland, håbende på et samvirke med Aleksander Nevski, men denne kommer ham ikke til undsætning.
- 1262 – Novgorodianerne angriber Tartu. Biskopborgen bliver ikke erobret, men byen brændes af. Det er første gang, at Tartu omtales som stad.
- 1267 – Kurlændingene underkues endeligt af Ordenen. Novgorodianerne angriber omegnen omkring Rakvere.
- 1268 – I januar trænger omfattende styrker fra Novgorod (omkring 30.000 mand) over Narva-floden og trænger frem til Rakvere, hvorunder de dræber et stort antal flygtede estere, der havde søgt ly. Den 18. februar skete Slaget ved Rakvere (1268) mellem novgorodianere og tyskere. Muligvis led novgorodianerne nederlag, men Tartu biskop Alexander faldt. Fyrsten i Pihkva Dovmont (Daumantas) hænger på tilbagevejen Virumaa.
- 1269 – Irboska kommer midlertidigt under Den Liviske Ordens kontrol, men det lykkes ikke at erobre Pihkva.
- 1270 – Litauerne under ledelse af Traidenis foretager hærgningstogter til Läänemaa og Saaremaa, og de hærenheder fra ordenen, som skulle stoppe dem, lider et forsmædeligt nederlag i Slaget ved Karuse (estisk: Karuse lahing, ordensmesteren Otto von Lutterberg falder.
- 1271 – første kendte kystsvenske (estisk: rannarootslased) landsby i Eesti, Haabneeme.
- 1290 – Med semgalerne undertvingelse afsluttes de baltiske korstog.
- 1294 – Novgorodianerne afbrænder Narva.
- 1297–1330 – Borgerkrig i Livland mellem staden Riga og Ordenen. Staden undertvinges af Ordenen, men egnen hærges gentagne gange af Rigas allierede, litauerne.
- 1299 – Den Liviske Ordens hær lider ved Pihkva et nederlag til fyrst Daumantas. Samme år gjorde beboere på Saaremaa, der formentlig var allierede med biskoppen over Øsel-Wiek bispedømme, oprør mod Ordenen.
- 1304 – Ordenen og biskopperne over Øsel-Wiek og Tartu bispedømmer danner et forbund vendt mod staden Riga og mod ærkebispen.
- 1305 – Ordenen køber Dünamünde (Daugavgrīva) kloster, opfører der en fæstning og afspærrer derved Rigas adgang til havet.
- 1312 – Inkvisitor Franciscus de Molianos rundrejse i Livland og indsamler klager over Ordenen. Ordenen lyses i band men køber sig fri herfor ved at betale store summer til paven.
- 1314 – Ved et møde i Voose skriver lederne i Tallinn og Øsel-Wiek et fælles brev til Ordenen og Riga og opfordrer dem til at bilægge de indbyrdes fjendtligheder (kendt som "Beslutningen i Voose", estisk: Voose otsus).
- 1315 – Hungersnød i Livland. Ridderskabet Harju-Viru får Valdemars og Eriks forleningsret (estisk: Valdemar-Eriku lääniõigus).
- 1316 – Ordenen organiserer Sigulda-sammensværgelsen (estisk: Sigulda vandenõu) mod ærkebispen.
- 1322 – Litauerne hærger Tartu bispedømme.
- 1323 – Ordenen angriber Novgorod og Pihkva-egnen, men det lykkes ikke at erobre Pihkva.
- 1329 – Tartu afbrændes, omkring 2.500 mister deres hjem. Orden foretager nye angreb på Pihkva-egnen.
- 1330 – Stridighederne mellem Riga og Ordenen afsluttes med sidstnævntes sejr, staden kommer under ordenens kontrol, og der opføres en stærk ordensfæstning.
- 1333 – Den første kendte jøde i Tallinn, benævnt Johannes.
- 1335 – En stor brand i Tartu.
- 1341 – På grund af grænsestridigheder udbryder Krigen mellem Livland og Pihkva (estisk: Liivimaa-Pihkva sõda). Novgorodianerne afbrænder for anden gang Narva.
- 1342 – Ved østgrænsen for Livland opføres fæstningerne Vastseliina og Marienburg (Aluliina). På samme tid hænger russere og tyskere hinandens landområder.
- 1343–1345 – Folkeopstanden Sankt Jørgens Nat.
- 1343 – I maj angriber en hær på henved 5.000 mand fra Pihkva området frem til Otepää, hærgende landsbyer på dens vej. Det kommer til et stort slag med Ordenen, som begge hævder at have vundet. Derefter vender russerne tilbage med et rigt krigsbytte.
- 1346 – Valdemar Atterdag sælger Hertugdømmet Estland for 19.000 kölnske mark til den Tyske Orden. Det følgende år overdrages forvaltningen til Den Liviske Orden.
- Omkring 1350 – Europa hærges af Den Sorte Død, som også kommer til Livland.
- 1362 – Ordenen organiserer et møde ved Pikasild vendt imod Tartu biskop Johann von Vyffhusen.
- 1366 – Første Danziger Kongres: Ordenen lover at overdrage Riga stad til ærkebiskoppen, hvis denne ikke afkræver lensed, men paven ratificerer ikke aftalen.
- 1367 – En hær fra Pihkva trænger frem til Vastseliina, og novgorodianerne afbrænder Narva for tredje gang.
- 1368 – Ordenens hær ved Irboska.
- 1371 – Novgorodianere og pihkvadianere trænger ind i Vastseliina. Pihkvadianere afbrænder Kirumpää og myrder stedlige beboere.
- 1396 – Krig mellem Tartu biskop Dietrich Damerow og ordensmester Wennemar von Brüggenei. Ordenen vinder som fælge af, at den af Damerow organiserede internationale koalition falder fra hinanden.
- 1397 – Anden Danziger Kongres: Riga ærkebispedømme inkorporeres i Ordenen, Ordenen opgiver retten til at stille krav om, at biskoppens vasaller skal udøve krigstjeneste og Ridderskabet Harju-Viru opnår Jungingens nådebrev.
- 1406 – Fyrsten af Pihkva foretager hærgninger i Livland frem til Vastseliina ja Kirumpää.
- 1407 – Pirita klooster (Birgitta-klosteret) oprettes. Den 29. juni angriber en hær fra Pihkva under ledelse af fyrst Konstantin og Roman Sidorov over Narva-floden Virumaa, hærger talrige landsbyer og vender hjem med et rigt krigsbytte.
- 1421–1422 – begyndes afholdelsen af Livlands Landdag (estisk: Liivimaa Maapäev)
- 1435 – Dannelsen af Valga konföderation.
- 1442 – Tartu og Tallinn får officielt handelskontorer i Novgorod som Hansaens repræsentanter.
- 1443–1448 – Krig mellem Ordenen og Novgorod.
- 1452 – Kirchholm-aftalen (estisk: Kirchholmi leping), hvorved staden Riga kommer under fælles formynderskab af Ordenen og ærkebiskoppen.
- 1458 I Tartu bispedømme aftales at flygtede fæstebønder skal tilbageleveres med magt.
- 1471 – Den reformvenlige ordensmeister Johann Wolthus von Herse fængsles og et forbund med Novgorod misses.
- 1478 – Novgorod forenes Moskva Storfyrstendømme, hvis grænser nu når til Livland.
- 1480–1481 – Liivimaa-Pihkva sõda 1480–1481. Liivimaalased tungisid kahel korral Pihkva alla, kuid ei suutnud seda vallutada. Pihkvalased koos Moskva suurvürsti abivägedega rüüstasid teisel sõja-aastal rängalt Liivimaad, põletades ka Viljandi linna.
- 1481 – Indgås en 10-årig fred mellem russere og Livland.
- 1492 – Moskva opfører ved Narva-flodens østbred fæstningen Ivangorod.
- 1494 – Storfyrsten lukker Hansaens handelskontorer, i Livland frygtes krig med Moskva.
- 1498 – Livland beslutter at påbegynde en foregribende krig mod Pihkva og Moskva.
- 1500 – Indgås et forbund med Litauen
- 1501–1502 – Krigen mellem Livland og Moskva. Pihkva angribes men bliver ikke erobret. Et russisk modangreb i vinteren 1501/1502 bliver yderst blodigt.
- 1502, 13. september – skete Slaget i Smolino (estisk: Smolino lahing, hvilket livlændinge vandt. Det regnes for krigens vendepunkt, men var dog af mindre betydning for det videre krigsforløb.
- 1503 – Moskva indgår en 6-årig fredsaftale med Litauen.
- 1508 – Bønderne i Livland forbydes at bære våben.
- 1509 – Indgås en 14-årig våbenhvile, der forlænges i 1521, 1531 og 1551.
- 1521 – Reformationen når Livland.
- 1522 – Landdagen forsøger at gøre Luthers lære til frafald fra kristendommen men modarbejdes af stæder og vasaller.
- 1523 – Reformationen når Tallinn og Tartu.
- 1524 – I Tallinn kirkehærgninger. Den radikale prædikant Melchior Hoffmann kommer til Tartu.
- 1525 – Tartu billedstorm. Den første estiske bog trykkes, en katekismus. Den Tyske Orden i Preussen sekulariseres, men Den Liviske Orden fortsætter.
- 1530 – Ordensmester Plettenberg bliver vasal af den Tysk-Romerske kejser.
- 1533 – Sigøjnere omtales første gang i Estland.
- 1535 – I Tallinn henrettes godsejer Johann von Üxküll, der havde myrdet en tidligere fæstebonde, nu borger i Tallinn.
- 1549 – Dør Hans Susi, der oversatte Bibelen til estisk.
- 1554 – Fredsforhandlinger mellem Livland og Moskva, der kræver (påståede tidligere) skatter af Tartu genindført. Livlændingene accepterer at undersøge dette og en fredsaftale for 15 år indgås.
- 1555–1557 – Koadjutor-krigen.
- 1557 – Freden i Posvoli (estisk: Posvoli rahu), hvorefter Moskva beskylder Livland for at overtræde fredsaftalen – og Tartuskatten bliver ikke betalt.
- 1558–1561 – Russisk-Livlandske Krig
- 1558 – I slutningen af januar angriber en hærstyrke fra Moskva under ledelse af Šig-Alei Tartu bispedømme. Også Harjumaa og Virumaa angribes. Samtidig trænger russiske hjælpestyrker ind i Vilaka-området og området nord for Peipsi-søen. Efter tilbagetrækningen gennem Järvamaa og Virumaa over Narva-floden hærges hele det østlige Estland, hårdt ramt var Vastseliina, Rõngu, Rannu, Kongota, Kärkna, Laiuse, Põltsamaa, Jõhvi landsbyer.
- 1558, 11. maj – russerne besætter efter en brand Narva.
- 1558 sommer – Et fornyet russisk angreb med store hærstyrker. Den 30. juni besættes Vastseliina, den 18. juli Tartu. Tartu bispedømme kommer atter under zarens magt.
- 1559 – Russiske hærgninger til områderne Aluliina og Vilaka. Om sommeren indgås en 6 måneders våbenhvile. Ordenen forsøger at tilbageerobre Tartu og andre steder men uden fremgang.
- 1560 – Põltsamaa, Ruhja, Helme, Tarvastu og omegnen omkring Viljandi hærges af russerne. Samme år i maj foretager russerne med en stor hær besættelsesangreb mod Viljandi. Den 2. august lider Ordenen et voldsomt nederlag i Slaget på Oksebjerget (estisk: Härgmäe lahing). Viljandi falder den 20. august, Paide derimod modstår angrebet.
- 1561 – Terra Mariae opdeles endegyldigt mellem Sverige, Danmark, Polen og Moskva:
  - 4. juni Harjumaa og Virumaa vasaller undergiver sig Sveriges beskyttelse.
  - 6. juni Tallinn undergiver sig Sveriges beskyttelse.
  - 28. november Vilnius-pakten (pacta subiectionis) – Den Liviske Orden og Riga biskop undergiversig Polens beskyttelse.
- 1562, 3. marts – ophører Terra Mariae at eksistere. Gotthard Kettler afsiger sig officielt ordensmeister-titlen, og bliver leder af Kuramaa og Zemgale Hertugdømme polsk vasal.
- 1563 – dør ærkebiskop i Riga Wilhelm von Hohenzollern, og ærkebispedømmet forsvinder.

## Ekstern henvisning
- Mitteilungen aus dem Gebiete der Geschichte Liv-, Est- und Kurlands, 1840, Band 1